# 千葉氏胤
千葉 氏胤（ちば うじたね）は、南北朝時代の武将。千葉氏第13代当主。上総国・下総国・伊賀国守護。

## 生涯
延元2年/建武4年（1337年）、11代当主・千葉貞胤の次男として京都で生まれる。正平6年/観応2年（1351年）、父貞胤が死去。兄の一胤は正式な家督相続前に戦死していたため、氏胤が跡を継ぐこととなり、上総・下総・伊賀3カ国の守護職を継承した。同年、足利尊氏に与して足利直義軍と戦い、上杉憲顕を破るという大功を挙げた。翌年にも南朝勢力である新田義宗と戦ってこれを破るなど、武功を多く挙げている。
しかし正平20年/貞治4年（1365年）、京都にて病となり、帰国途中の美濃国において重態に陥って、同年9月13日に死去。享年29。
死後、家督は子・満胤が継いだ。また、一子・聖聡は浄土宗の僧となり、増上寺を創建したことで知られる。なお、『千学集抄』によれば、室町時代後期の下総千葉氏の当主千葉輔胤（系譜上では第21代当主とされる）は馬場重胤の孫とされている（氏胤 - 重胤 - 胤依 - 輔胤）。
歌人としても優れ、『新千載和歌集』では多くの歌が残されている。

## 系譜
- 父：千葉貞胤
- 母：曾谷教信姪
- 妻：新田義貞娘
  - 男子：千葉満胤
  - 男子：聖聡
- 生母不明の子女
  - 男子：馬場重胤
  - 男子：原胤高